# Буда (Александру Влахуца)
Буда (рум. Buda) насеље је у Румунији у округу Васлуј у општини Александру Влахуца. Oпштина се налази на надморској висини од 153 m.

## Становништво
Према подацима из 2002. године у насељу је живело 346 становника, од којих су сви румунске националности.